# هاتف الكتابة

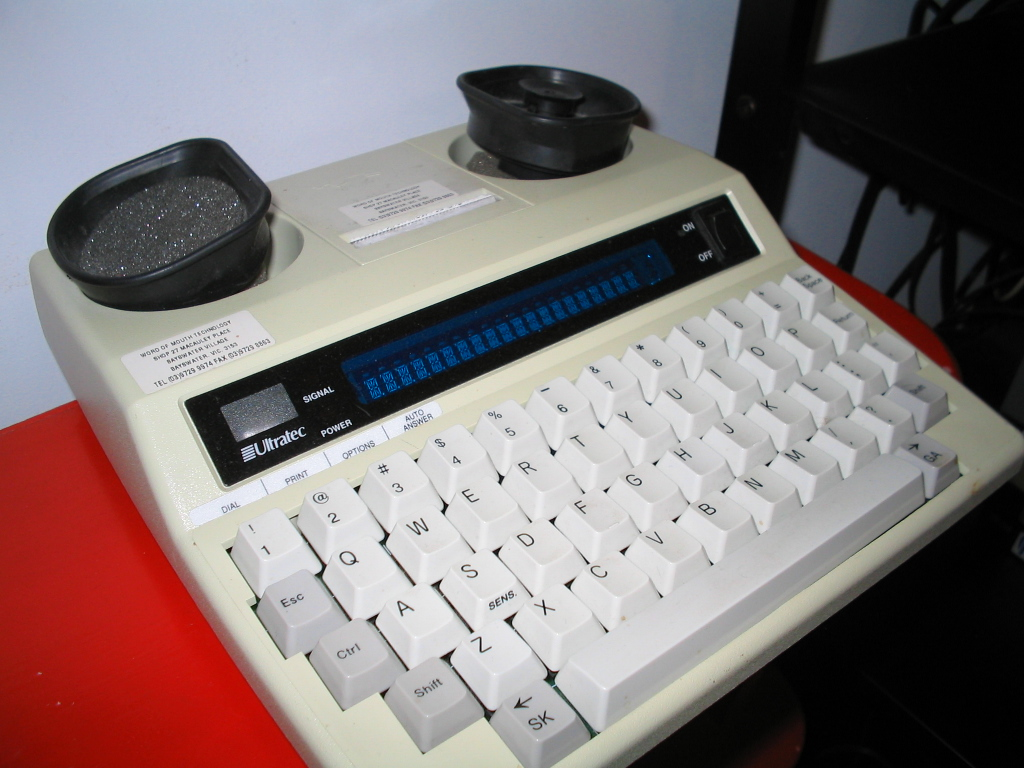
صورة لـ TTY. تم التقاطها بنفسي، وتم إصدارها في المجال العام.

هاتف الكتابة جهاز اتصالات يرسل ويستقبل الأحرف أو النص بدلا من الأصوات المنطوقة. ويستخدمه الصم وضعاف السمع للاتصالات السلكية واللاسلكية.